# Paix d'Auxerre
Bourges (1412) Pontoise (1413)
Pour la signature de la paix l'armée royale s'installe à Auxerre. Dans cette ville durant quatre semaines les princes vont tenter d'instaurer la paix dans tout le royaume de France.
Charles VI de France ayant rechuté dans sa maladie, c'est sous la direction de Charles d'Orléans que s'ouvre la cérémonie solennelle de réconciliation.
Le 22 août 1412, chaque membre de la Cour est convié à cette cérémonie, les adversaires de la veille, les membres du haut clergé ainsi que les grands seigneurs du royaume. Dans cette foule on distingue également les premiers présidents du Parlement de Paris, de la Chambre des comptes et de l'Université de Paris, le prévôt des marchands et une délégation de bourgeois sont également présents à cette cérémonie. Comme à chaque signature de paix les princes prêtèrent le serment de respecter le traité de paix. Charles d'Orléans et Jean sans Peur, duc de Bourgogne s'accordèrent mutuellement leur pardon et échangèrent le baiser de paix.
Ces échanges aboutirent à la conclusion d'un mariage entre Philippe d'Orléans, comte de Vertus et une fille de Jean sans Peur, duc de Bourgogne.
Au cours de cette paix d'Auxerre les princes acceptèrent de renoncer à une quelconque alliance avec le roi d'Angleterre.
Chacun reçoit le pardon de Charles VI et se voit restituer les biens et les offices confisqués.
Tout le royaume de France est invité à respecter rigoureusement la paix d'Auxerre après la lecture de la lettre de Charles VI.

## Sources
- Françoise Autrand, Charles VI, Paris, Fayard, 1986.

- Nicolas Offenstadt, Faire la paix au Moyen Âge, Odile Jacob, 2007